# 园艺

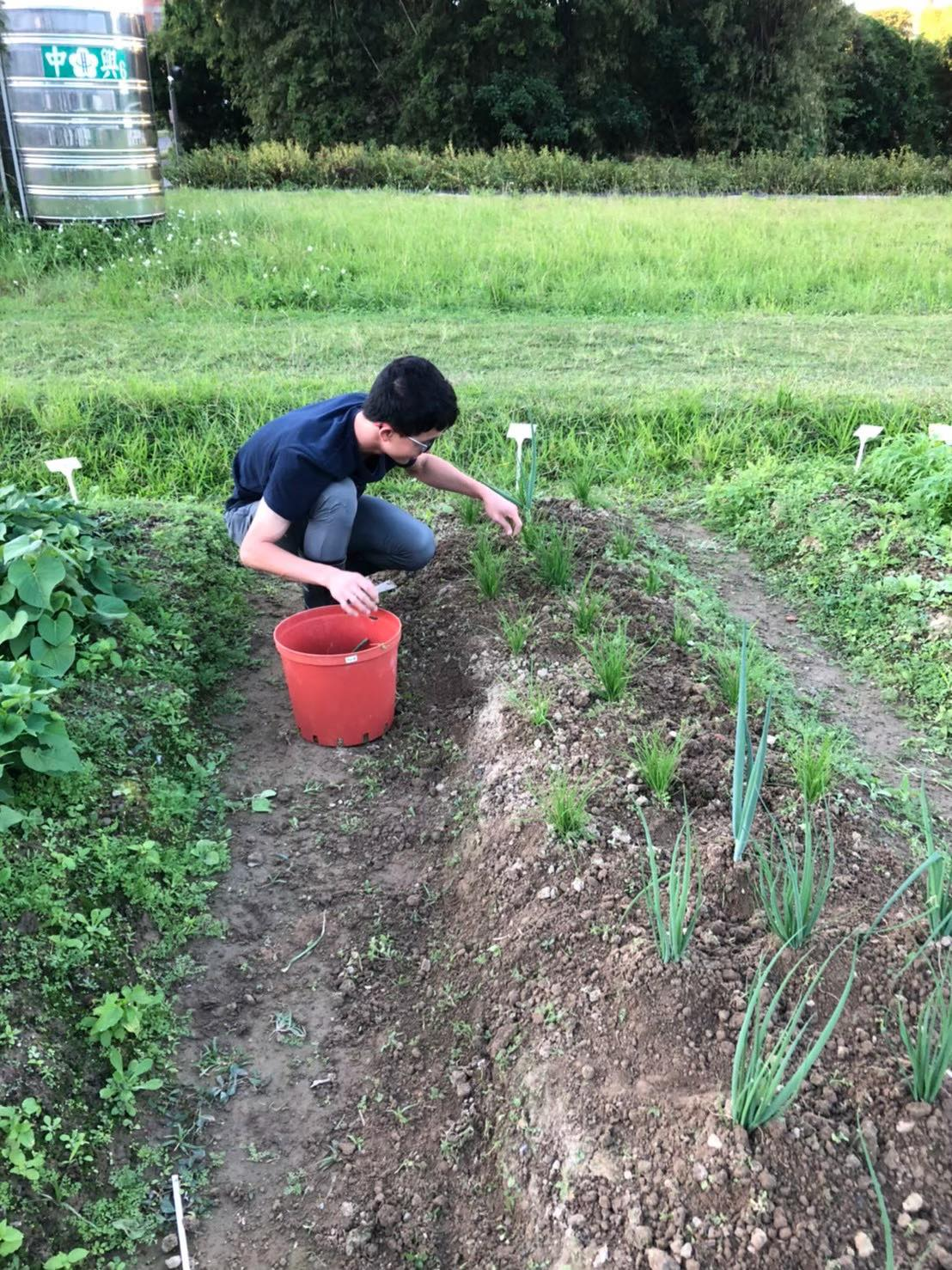
正進行工作的園藝工作者

園藝（英語：Horticulture，來自拉丁文hortus（庭園）與culere（栽培）的合稱:1），為農業的分支學問，涉及了與植物培育有關的藝術、科學、科技、商業等領域。主要培育對象包括了水果、蔬菜、堅果、種子、藥草、真菌、藻類、花朵等食用作物以及非食用作物如花卉和觀賞植物、景觀和草坪等，且亦包含植物保育、地景及庭園設計。:3
園藝與林學及農學之差異在於「每單位面積所需投入的管理能量與勞動力」。舉例來說，行道或景觀樹的單價不僅遠高於森林中的樹，且需定期的進行修剪和施肥等維護工作。此外，園藝產品通常為易於腐爛的活體，因此水分的維持是相當重要的一環；相反的，林木與農藝產品則通常為大部分成分已被乾燥的非活體狀態，所以也較園藝產品更易於保存。:2

## 歷史

#### 新石器時代
約西元前7000-10000年，包含印度河、底格里斯河、幼發拉底河及尼羅河流域的人們，開始嘗試可食用的植物的栽培與馴化，並持續地探索與精進。:8-12

#### 埃及與肥沃月灣

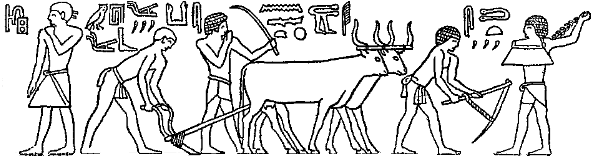
古埃及人對園藝工作之描繪

在西元前3000年的古埃及，園藝已被視為一門確立的科學:11，利用先進且有系統的灌溉設施栽植了大量的園藝作物，水果的部分包括椰棗、葡萄、橄欖、無花果、香蕉、檸檬及石榴；蔬菜部分則是黃瓜、洋薊、扁豆、韭蔥、大蒜、洋蔥、萵苣，除此之外，亦有纖維作物、油類作物、香料及香藥作物的栽培的紀錄，也開始發展食品、香水、染料工業等技術。當西元四世紀古羅馬佔領埃及時，這些植物栽培的技術也開始向外傳播，影響全世界。:14-15
在埃及東方，美索不達米亞、巴比倫及亞述古文明，均受埃及高水平的園藝技術影響，發展出灌溉式的梯田、庭園與公園等新型的園藝技術。:15於西元前1800年，這三個古文明共同建造了條橫跨三個地區、以燒磚建成的灌溉渠道，豐沛周遭10,000平方英里（26,000平方）的農田，養育了超過1500萬人。:15-16此外，西元前700年，一本亞述植物誌內紀錄了超過900種植物的名字，其中包括250種蔬菜、藥用及油用植物，可見當時園藝發展之興盛。:16

#### 印加文明
在祕魯的印加文明在距今5000年前，就開始了玉米、番薯、馬鈴薯、南瓜、豆類、番茄、胡椒、酪梨、可可與許多重要作物的栽培，並利用那些作物生產食物、衣物、飲料、燃料及藥品。:7

#### 希臘時代

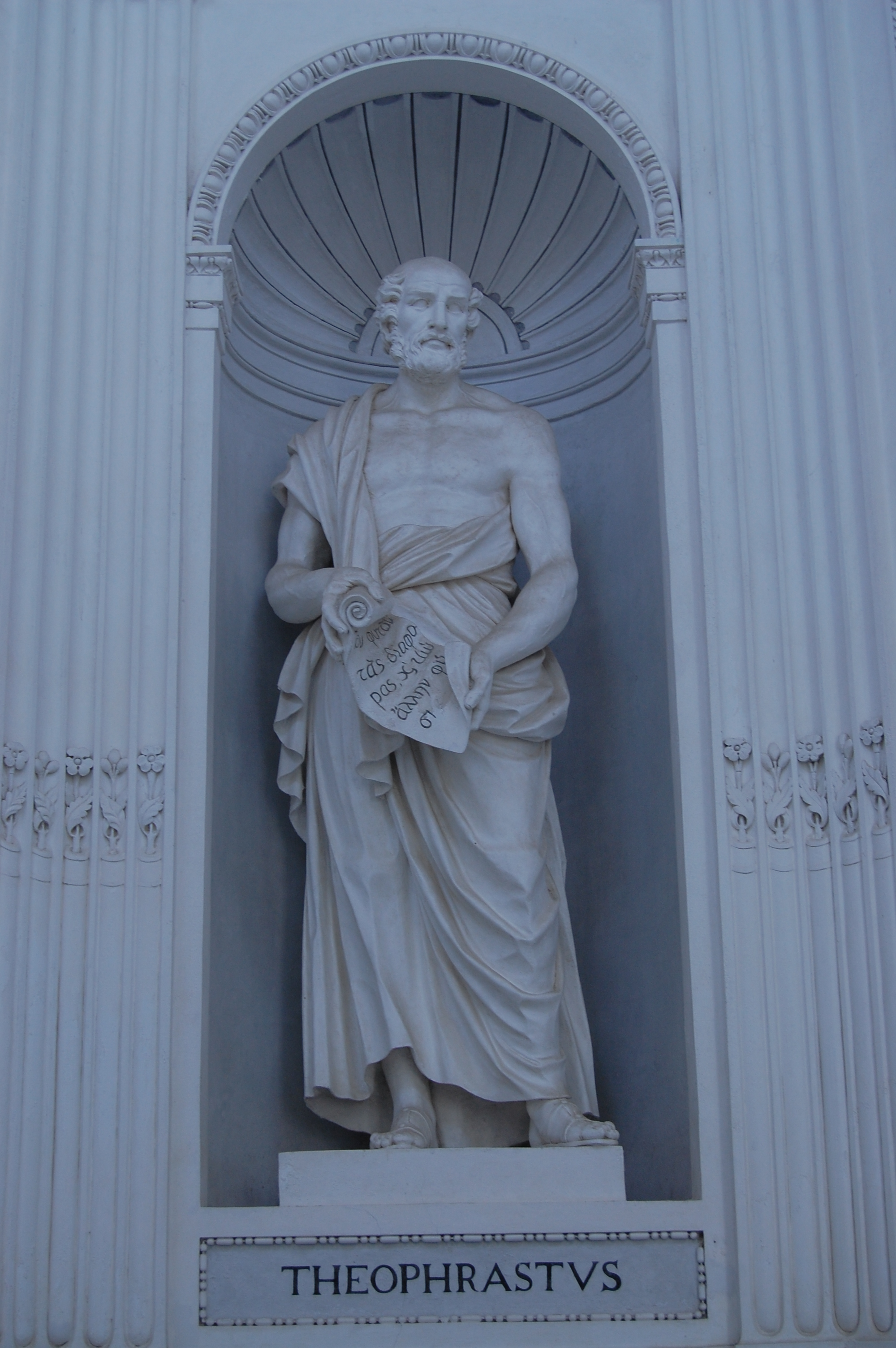
泰奧弗拉斯托斯

西元前4世紀的古希臘哲學家和科學家泰奧弗拉斯托斯，其著作《植物的歷史》描述了根、花、葉和其 他結構的形態，詳細說明樹皮、髓、纖維和維管束等解剖特徵；《植物的來源》則講述天氣和土壤與農業的關係、種子的重要性、嫁接的價值與方式、植物的味道和香氣以及植物的萎凋。兩本書籍皆傳遞了重要且基本的園藝學知識，因此泰奧弗拉斯托斯也被視為是最早的園藝學家:7，其著作與思想，直至17世紀，仍深深影響著當時的人們。:17

#### 羅馬時代
古羅馬時代較崇尚實用的農耕技術，吸收古埃及和古希臘時代的技術，發展出了更加完備的嫁接與芽接技術、多種蔬菜水果的栽培與利用方式、施肥、豆類輪栽、冷藏保鮮等的概念。除此之外，當時的人們甚至開始嘗試使用雲母片建造小型的溫室，用以進行蔬菜的栽培，被視為是設施園藝之始祖。:18羅馬雖倚賴著吸收並融合他人的技術，創建了繁盛的帝國，但在15世紀末，羅馬帝國滅亡後，整個歐洲的園藝學進展停下了腳步。:18-19

#### 中世紀
在西元800-1400年之間，阿拉伯人建立了植物園，以進行植物的收藏及藥用植物的研究；在此同時，正值羅馬衰敗後的黑暗時代，園藝知識隱居於修道院中，成為修道院士生活的一部分，也因此許多的蔬果品系及典籍被保存下來。:7
園藝技術之復甦始於文藝復興時期的義大利，封建制度的讓步，使得商人和商業成為社會基礎，人均生活水平逐漸提升，庭園栽陪再次興盛。而在肉類逐漸成為主食後，菜園因為需負起香料以及調味品來源而顯得更為重要。:19-20在當時最重要的園藝資料為艾斯特尼（Charles Estienne）以及李伯特（John Liebault）共同編寫的《鄉村農場》一書。書中列有施肥、嫁接、修剪、育種、矮化、移植、昆蟲防治、環狀剝皮、花期調控、採收、加工以及藥用的技術。:20同時，包含分類學、形態學、解剖學等大量的植物學領域快速發展，將園藝學的研究推向了新的世代，漸漸讓園藝學回到人們的視野中。:8

#### 哥倫布大交換
1492年哥倫布首次航行到美洲大陸，不僅是大規模航海的開始，更是舊大陸與新大陸之間聯繫的濫觴，雖然在其他領域，對於哥倫布大交換之舉褒貶不一，但對於園藝學來說，此次交換對於人類的園藝發展造成很大的刺激與影響。:22
新世界提供了許多具有潛力的植物種類，再透過原有的植物育種技術，使其對人類之生活更加有益，且遲至今日仍深深影響著我們的生活，舉例來說，現今世界上產量最大的20種作物，首五種（玉米、馬鈴薯、木薯、番茄、番薯）都是源自美洲。

## 影響

### 經濟
隨著時代進步，人們對於食物的需求不再僅以飽腹為主要目的，而是追求著更高營養價值與品質:6。也因如此，園藝產品的產值一直處於穩定上升的狀態。2021年，在美國，水果與堅果的產值已超過300億美元，蔬菜的產值也達到了177億美元，共佔了全美農業產值的25%，且園藝產品佔全美農業產值之比例仍持續上升中。另外，根據聯合國糧食及農業組織統計，2020年全球園藝作物產值已達到1.1兆美金，約佔全球農業產值的27%，較1991年時2千萬美金、20%的農業產值占比來說，已有顯著的提升。

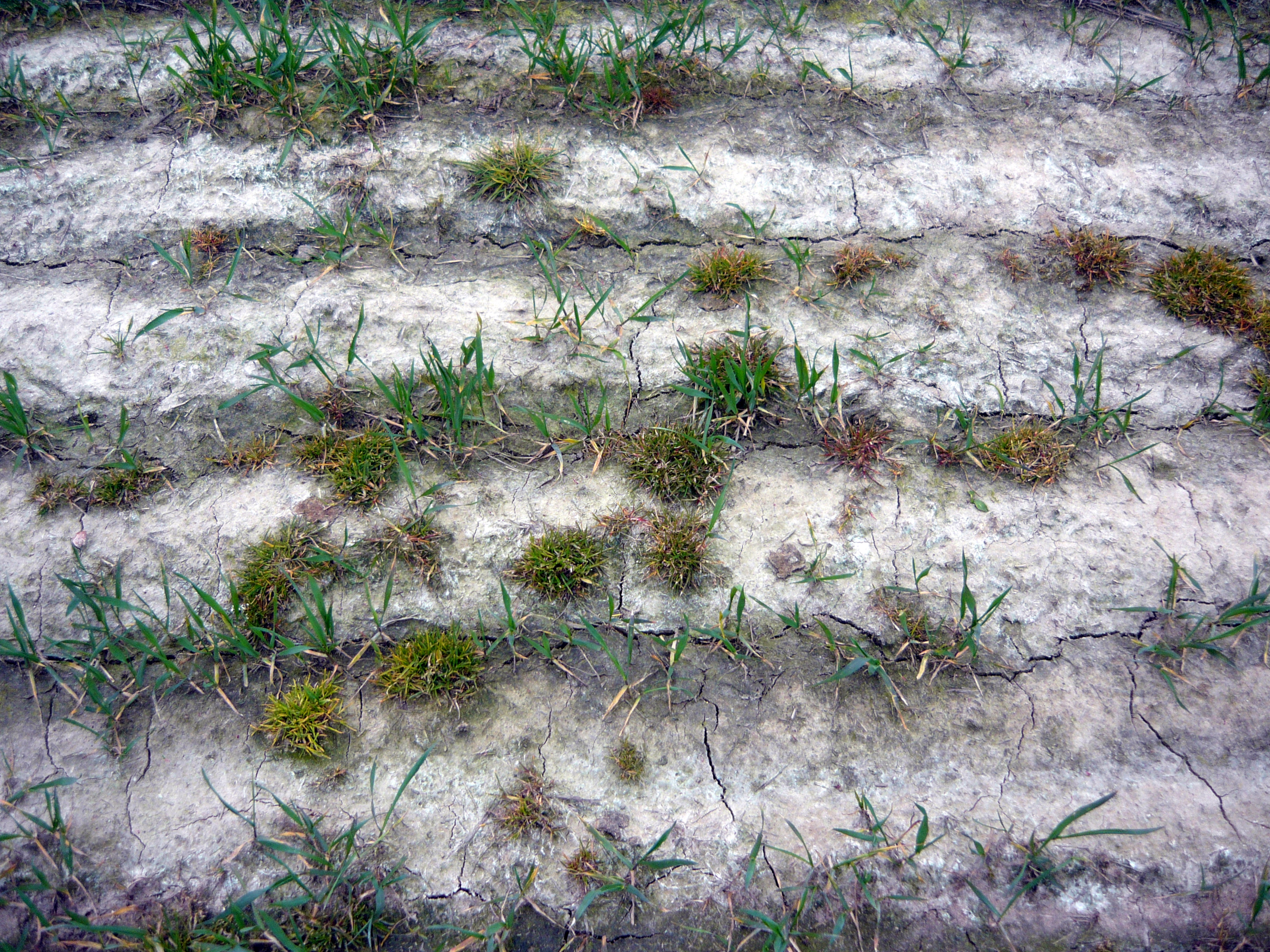
乾裂、不再肥沃的土壤

### 環境

#### 土地
20世紀以來，高密度及生產效率的園藝產業蓬勃發展，對於土地造成巨大影響。土壤侵蝕、有機物質流失、土壤壓實、土壤鹽鹼化、土地汙染等因子使得土地與土壤的退化，連帶的造成產量的減少也因此土壤的維持與改善，成為逐漸被重視的議題。:504

#### 水
農業及園藝產業是一個大量使用淡水的領域，總用水量為全球的70%，且大多皆用於進行灌溉。然而，根據氣候變遷與全球人口增長的趨勢，在全球淡水需求量逐漸升高的同時，可用淡水量也正慢慢減少，預計在2030年時，淡水的需求量與供給量將會有40%的差距。因此，如何有效利用與減少水資源的汙染，將成為園藝產業的一大挑戰。:505

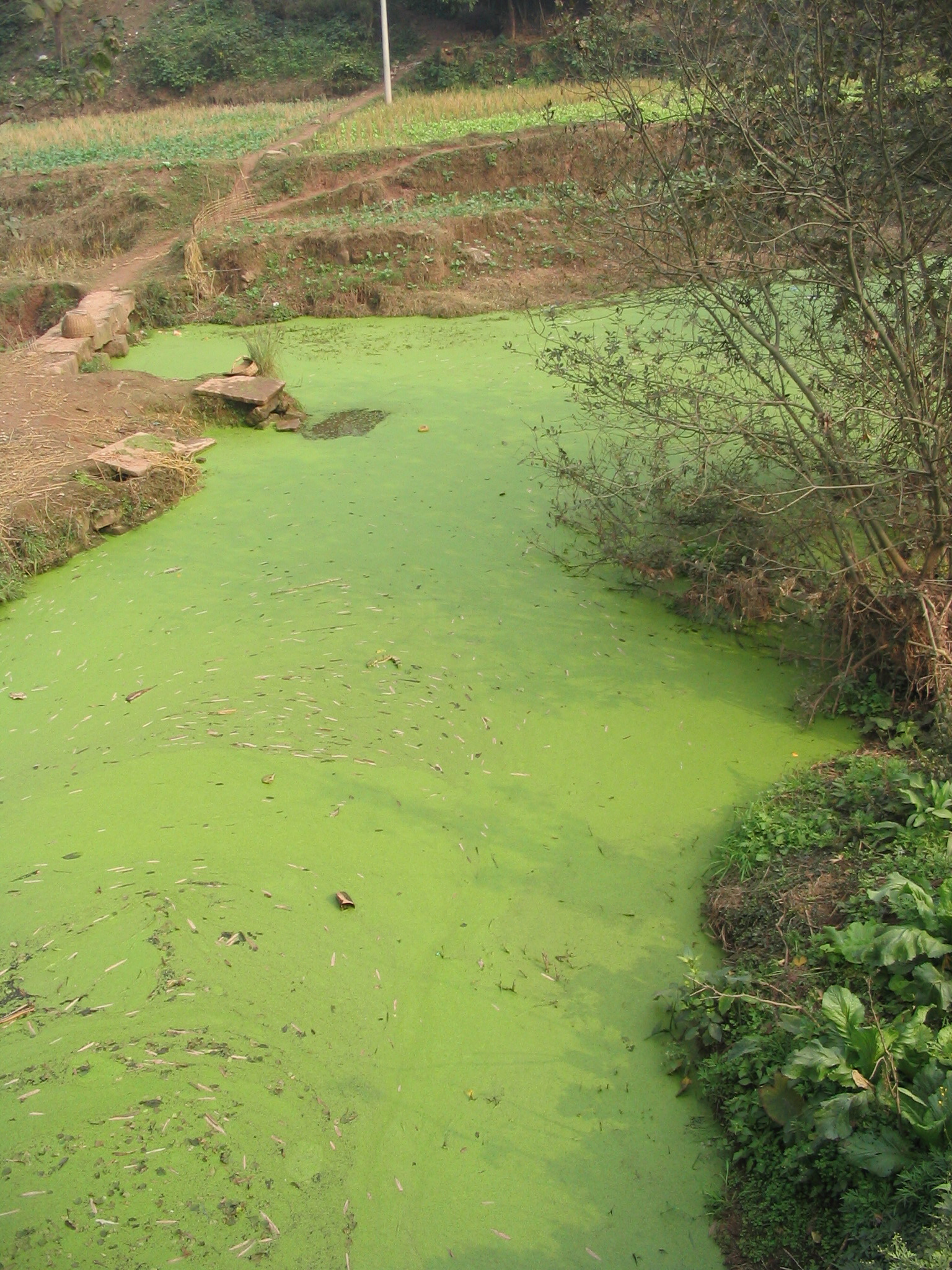
優養化之河川

#### 人口
由於具有高勞動密集的特性，園藝產業聚集的群落往往會產生相當大的移民拉力，使得當地人口增加，間接產生大量自然資源與基礎建設的需求，造成周遭環境受到損害。:505像是肯亞奈瓦夏湖花卉園區的快速發展，使得該地出現快反常的都市化現象，在未能建設完善且足夠的汙水設施前，其人口早已超出負荷，原先淡水資源就相當稀缺，還得為了維持花卉的生產使用大量的水資源。另一方面，許多的汙染物也被排入湖中，造成湖水汙染、損耗了當地的淡水資源，讓該地出現許多環境衛生問題、民不聊生。直至2010年，當地政府強制介入後，才逐漸改善。:504-505

#### 肥料
施用肥料對於園藝生產效率具有顯著的提升。然而，高度倚賴肥料，卻對土地與水資源造成相當大的影響。:505舉例來說，氮對於作物生長來說是相當重要的元素，然而大量施用氮肥將導致其透過淋溶作用進入水循環之中，對表層水造成汙染。另外，過量的肥份也將進入水域生態系，使得藻類大量增生，並進一步出現優養化現象。

#### 殺蟲劑
殺蟲劑被視為是園藝產業中對於環境與人體最直接的危害。在《寂靜的春天》發表後，人們開始意識到殺蟲劑的影響，並設法限制殺蟲劑在作物生產及環境中的使用。:506

## 發展方向

### 智慧農業
以現行的生產架構與模式為基礎，輔以機械設備、輔具及感測元件的應用，結合跨領域之資通訊技術（ICT）、物聯網（IoT）、大數據分析、區塊鏈等前瞻技術導入，減輕農場作業負擔以及降低勞動力需求，提供農民更有效率的農場經營管理模式，高效率地進行農產品的精準生產。

### 基因工程
在孟德爾確立了生物之遺傳關係之後，園藝作物的遺傳便開始蓬勃發展，包含花色、葉形或風味等遺傳特徵皆被廣泛的研究與討論。而在分子生物學技術逐漸興起後，又將園藝之遺傳研究帶入新的境界，以基因工程技術輔助園藝作物生理、育種等研究成為近年來相當熱門的議題。

## 園藝組織
世界上有許多的組織，以推廣及鼓勵園藝的各領域的研究與教育而成立，其中最具影響力的分別為國際園藝學會（ISHS）及美國園藝學會（America Society for Horticultural Science, ASHS）:9。

## 子領域
在園藝學的領域中，包含了相當多的子領域，包含：:3-4
- 蔬菜園藝學
- 果樹園藝學
- 花卉園藝學
- 葡萄栽培學
- 樹藝學
- 溫室管理
- 草坪管理
- 苗圃管理
- 景觀園藝
- 室內造景
- 園藝治療

### 引用
1. 1 2 3 4 5 6 7 8 9  Jules, Janick. . Macmillan. 1986 （英语）.
2. 1 2 3 4 5 6  Preece, John E.; Read, Paul E. . John Wiley & Sons. 2005 （英语）.
3. 1 2 3 4 5 6 7  許仁宏; 吳玉珍. . 徐氏基金會. 2002. ISBN 957-18-0475-4.
4. ↑  W. H., McNeill. . Social Research. 1999: 67-83 （英语）.
5. ↑  . Food and Agriculture Organization of the United Nations. UN Food and Agriculture Organization. 2011-07-13. （原始内容存档于2016-11-12） （英语）.
6. ↑  . data.ers.usda.gov. （原始内容存档于2022-10-20） （英语）.
7. ↑  . www.fao.org. （原始内容存档于2016-11-12） （英语）.
8. ↑  Henao, Julio; Baanante, Carlos. . An International Center for Soil Fertility and Agricultural Development. 2006 （英语）.
9. 1 2 3 4 5 6  Dixon, G.R.; Aldous, D.E. . Volume 1. Dordrecht, The Netherlands: Springer. 2014 （英语）.
10. ↑  Fischer, G; Tubiello, F; van Velthuizen, H; Wiburg, D. . Technol Forecast Soc Change. 2010, 74: 1083-1107 （英语）.
11. ↑  Falloon, P; Betts, R. . Science of the Total Environment. 2010, 408: 5667-5687 （英语）.
12. ↑  Anon. . London: The Carbon Trust. 2012 （英语）.
13. ↑  National Research Council. . Washington, DC: National Academy Press. 2000: 405 （英语）.
14. ↑  . www.intelligentagri.com.tw. 2020-07-14. （原始内容存档于2022-10-15）.
15. ↑  . www.angrin.tlri.gov.tw. （原始内容存档于2009-12-14）.

### 延伸閱讀
- Jules, Janick. . Macmillan. 1986 （英语）.
- Preece, John E.; Read, Paul E. . John Wiley & Sons. 2005 （英语）.
- Dixon, G. R.; Aldous, D. E.  1. Dordrecht, The Netherlands: Springer. 2014 （英语）.
- 許仁宏; 吳玉珍. . 徐氏基金會. 2002. ISBN 957-18-0475-4.

## 外部連結
- 「園芸学会」公式web（页面存档备份，存于）
- 臺灣大學園藝暨景觀學系 （页面存档备份，存于）
- 國際園藝學會 （页面存档备份，存于）
- 美國園藝學會 （页面存档备份，存于）